# Street Fighter (revista em quadrinhos)
Street Fighter em quadrinhos refere-se às inúmeras séries de histórias em quadrinhos baseadas na franquia de video game homônima. Em 1993, a editora Malibu Comics lançou, nos Estados Unidos, a primeira série mensal baseada na franquia, resultando num fracasso localmente e sendo cancelada após apenas três edições. No ano seguinte a editora brasila Escala passaria a republicar a série, e, após esta esgotar-se, passou também a produzir material próprio, numa publicação que duraria 17 números adicionais. Em 1998, a editora brasileira Trama publicaria uma minissérie em quatro edições intitulada Street Fighter Zero 3, adaptando o enredo do jogo homônimo. Em 2003, a editora UDON Comics adquire os direitos sobre os personagens nos Estados Unidos e passa a publicar várias obras baseadas na franquia.

## História

### Malibu Comics
Em 1993, a editora norte-americana Malibu Comics lançou uma série adaptando o jogo Street Fighter II para os quadrinhos, roteirizada por Len Strazewski e ilustrada por Don Hillsman II. Após três edições, a série foi cancelada.

#### Enredo
Após o final do Torneio Mundial Street Fighter, no qual Ryu derrotou o campeão mundial de uma década, Sagat, Ryu e seus amigos Ken e Chun-Li seguiram caminhos diferentes na vida. Enquanto Ryu continua treinando duro e seguindo o caminho do guerreiro, Chun-Li se juntou à Interpol para rastrear e levar o assassino de seu pai à justiça e Ken (que Ryu não vê há um ano) se tornou uma celebridade. Sagat, humilhado por sua perda para Ryu, juntou-se à organização Shadaloo para se tornar forte o suficiente para derrotar Ryu e recuperar seu título. Ken, agora casado, se aposentou das brigas de rua e atua em comerciais por diversão, mas continua treinando e ainda é muito poderoso. Depois de sair com os amigos, Ken é inesperadamente confrontado por Balrog, o braço direito de M. Bison (que aparentemente se juntou a Shadaloo para recompensar Bison por tirá-lo das acusações de contrabando), que lutou e perdeu contra Ken no torneio anterior. Embora tenha sido derrotado por Balrog, Ken o domina com sua força furiosa, mas bandidos armados chegam para ajudar Balrog, que rapidamente foge da cena. Ken está aliviado que a luta parece ter terminado, mas logo é confrontado por um Sagat de aparência ameaçadora, que derrota Ken após uma longa luta e o esfaqueia com uma faca, aparentemente matando-o. Algum tempo depois, um carro sem motorista bate no jardim de Ryu em sua casa no Japão, e ele chora de angústia quando encontra o couro cabeludo de Ken e suas roupas ensangüentadas no carro, em uma caixa marcada "para Ryu".
Em todo o mundo, vários lutadores do torneio anterior descobrem a aparente morte de Ken e juram vingá-lo. Enquanto isso, Bison continua treinando Sagat, mantendo sua mente ocupada em melhorar suas habilidades de luta para manter sua mente longe da culpa pela aparente morte de Ken e transformá-lo em uma máquina de matar. Bison também manda um de seus agentes envenenar o antigo mestre de Ryu e Ken, Sheng Long, deixando-o paralisado. Embora Bison duvide que Sheng Long morra, ele está convencido de que não será uma ameaça para ele por um tempo, e diz a Balrog que Ryu é agora sua única preocupação.
Na ilha de Okinawa, onde Sheng Long vive, o grande guerreiro das artes marciais está aos cuidados de Nida, uma lutadora de rua das Filipinas que foi para a Okinawa para aprender os caminhos do caratê Shotokan, o estilo de luta de Sheng Long. Sheng Long fica surpreso que seus alunos Ryu e Ken não foram visitá-lo, mas Nida conta a ele sobre um novo torneio de Street Fighter que está se aproximando e acredita que eles podem estar treinando para isso. Sheng Long promete Nida para ensiná-lo karatê Shotokan, uma vez que ele se recupera, mas ela teme que ele nunca seja capaz de superar o veneno mortal em seu corpo. Depois de deixar Sheng Long para descansar, Nida entra em outra sala para treinar e esmaga um boneco com uma foto de Ryu, prometendo que uma vez que ele derrote o assassino de Ken para restaurar a honra de seu mestre, ele terá que enfrentá-la a seguir.
A terceira e última edição de "Street Fighter" incluía um epílogo que revelava o que teria acontecido com os vários personagens se a história em quadrinhos continuasse. Entre outros desenvolvimentos, Ken teria sobrevivido, Ryu e Chun-Li (que demonstraram ter sentimentos românticos um pelo outro na primeira edição, mas não foram além do beijo) teriam finalmente terminado juntos, Sagat redimir-se-ia por se juntar a Bison, e seria revelado que Bison havia conspirado com "forças das trevas" para criar duplicatas malignas dos vários lutadores de rua ao redor do mundo, um dos quais (um clone de Ryu) matou o pai de Nida, sendo esta a razão de seu rancor contra ele. De acordo com o epílogo, os quadrinhos foram cancelados devido a complicações com a Capcom e seu descontentamento com os quadrinhos, e expressaram a esperança de que alguém continuasse publicando os quadrinhos.

### 1993 a 2013: Brasil

#### Editora Escala
Durante a década de 1990, a Editora Escala publicou histórias sátiricas baseada no jogo, a primeira publicação ocorreu na revista Graphic Games #1, lançada em 1993, a revista trazia histórias do doujinshi do tipo aniparo (paródia) Geeparo Comics #3 produzida pelo japonês Massaya, a produção da revista ficou a cargo do estúdio PPA (Peixoto Produções Artísticas) criado pelo jornalista Sergio Peixoto Silva, porém a revista não possuía licença da Capcom. Depois, a editora chega a um acordo com a empresa e passa a publicar outras revistas escritas por Marcelo Cassaro (na época editor das revistas Progames e Gamers) e arte de Wagner Fernandes, nessas paródias, Cassaro estabeleceu que a lutadora Chun-Li era namorada do Capitão Ninja, um personagem criado por Cassaro em 1991 como coadjuvante do Pequeno Ninja da Editora Ninja, logo depois em 1994 publicou a série "Street Fighter" criada pela editora Malibu Comics. Essa série foi cancelada nos Estados Unidos após apenas 3 edições, pois os fãs não gostaram de como os personagens estavam representados na história: Ken é morto por Sagat já na segunda edição, por exemplo.
Apesar do fim da série americana a revista publicada pela Editora Escala fez bastante sucesso, a Editora tentou negociar a publicação do mangá Street Fighter II, de Masaomi Kanzaki, sem sucesso nas negociações, optou por publicar uma continuação da série americana produzida por artistas brasileiros. Marcelo Cassaro (que também era editor do título) escreveu o roteiro de das edições #4 e #5 (desenhadas por Arthur Garcia e João Pacheco, que também trabalharam com heróis de tokusatsus na Abril Jovem) onde apresentava personagens do jogo que não haviam sido mostrados na série da Malibu como Fei Long e Cammy (personagens do jogo Super Street Fighter II), na edição #6, Marcelo sai da Editora Escala e vai para a Editora Trama (criada por Ruy Pereira, um ex-sócio da Escala) onde cria a revista de RPG Dragão Brasil. Para ficar no seu lugar, Marcelo indica o quadrinista Alexandre Nagado. Após a entrada de Nagado, a revista passa a se chamar Super Street Fighter II (em referência aos quatro novos personagens apresentados nesta versão) e abandona a continuidade da série da Malibu. Cassaro, Nagado e os desenhista Arthur Garcia e João Pacheco (que viria a falecer em 1995) integraram o Studio Velpa, responsável pelas revistas revistas "O Fantástico Jaspion" e Heróis da TV da Editora Abril, onde foram publicadas histórias em quadrinhos baseadas nas séries Jaspion, Changeman, entre outras franquias de tokusatsu (sendo que esta última, anteriormente, também publicava histórias da Marvel Comics), mesmo tendo influência dos mangás, as histórias seguiam o estilo dos comics norte-americanos.
A partir da edição 14, a revista passa por uma outra mudança, é trocado o formato americano (17 x 26 cm) pelo formatinho, o número de páginas passou de 28 para 48, contando com histórias extras na maioria dos casos, e volta a ser chamada de Street Fighter, também nessa edição o roteirista Rodrigo de Góes (que também adaptou tpkusatsus na Abril) reveza roteiros com Alexandre Nagado. A revista foi publicada até 1996 e teve 20 números, além de uma edição especial em formatinho e a adaptação oficial do filme Street Fighter: A Batalha Final estrelado por Jean-Claude Van Damme (produzida pela DC Comics).
A cronologia estabelecida por Nagado e Rodrigo de Góes mesclava elementos de diversas adaptações: Guile possuía a patente de coronel como no filme estrelado por Jean-Claude Van Damme, além da presença do Capitão Sawada, personagem criado no filme para o ator Kenya Sawada e da utilização dos nomes do filme ("William Guile", por exemplo); Ryu e Ken conhecem Guile quando tinham 17 anos, conforme o anime Street Fighter II V,  bem como a presença de Rinko, desta mesma série; do anime Street Fighter II: Movie, foi usado o cientista Senoh, que em uma das histórias brasileiras foi chamado de Haruo Ichihara. Após o fim da Shadaloo, Sagat funda a Shadow Law (que na verdade era o nome real da Shadaloo nos jogos japoneses), mas que volta a ser Shadaloo depois que Bison revela ter sobrevivido e retoma o controle da organização. A partir da edição 19, que introduziria Akuma, os autores passam a introduzir personagens com aparições na subsérie Street Fighter Zero, como Sakura, Rolento, Sodom, Rose, Gen, Dan. A revista foi cancelada na edição 20, sem concluir o arco final contra Akuma. De acordo com Alexandre Nagado, a revista que no início vendia 30 mil exemplares, terminou vendendo 10 mil Para a origem de Dan, Nagado se inspirou no anime O Judoca da Tatsunoko, sem levar em consideração o fato de, nos jogos, o personagem ser extremamente arrogante e fraco em comparação com os demais (devido ao fato de ser uma paródia).

#### Troca do nomes
A partir da Edição 15, pedido da Capcom, a revista deixou de usar os nomes originais japoneses. No Japão, Balrog era o lutador espanhol que usa garras, M. Bison era o boxeador e Vega o ditador megalomaníaco, esses nomes foram trocados nos Estados Unidos para evitar processo por parte do boxeador Mike Tyson, por causa de semelhança entre M. Bison também ser um boxeador afro-americano, com a mudança, M. Bison passou a ser o nome do ditador,Vega, o do lutador espanhol e Balrog, o nome do boxeador. Apesar da mudança de nomes no Ocidente, no Japão, os nomes continuaram os mesmos.

#### Editora Trama
A frente da Dragão Brasil, Marcelo Cassaro cria em 1995, o sistema de RPG sátirico Defensores de Tóquio, sistema que poderia ser usado usado como cenário de campanha: jogos de luta, tokusatsus, mangás e animes. Na primeira edição do sistema, Cassaro faz referência a suas paródias da editora Escala e coloca o Capitão Ninja como namorado da lutadora Lun Chi (afim de evitar problemas jurídicos com o uso do nome "Chun-Li").
Em 1998, consegue licença da Character Comércio e Serviços Ltda para trabalhar com RPGs e histórias em quadrinhos franquias da Capcom e de Mortal Kombat da Acclaim Entertainment, para isso, Cassaro começa a firmar parceria com o estúdio PPA, que na época cuidava das revista Animax e de uma versão em quadrinhos de Megaman (também licenciada pela Character), a Trama anuncia os quadrinhos Pocket Fighter (equipe não definida), Darkstalkers (roteiro de Rogério Saladino e desenhos de Eduardo Francisco, Street Fighter Zero 3 (roteiros de Marcelo Cassaro e arte de Érica Awano) e Mortal Kombat 4 (roteiro de Rogério Saladino e arte de Eduardo Francisco, porém, Pocket Fighters e Darkstalkers não chegaram a ser lançados, pela Dragão Brasil lança em português o RPGStreet Fighter: The Storytelling Game da White Wolf, para não entrar em conflito com a Editora Devir, que detinha a licença dos títulos da White Wolf, os manuais publicados pela Trama tiveram artes produzidas por Érica Awano e Lydia Megumi Oide, além de utilizar artes oficiais da Capcom, a editora também foi autorizado a utilizar Street Fighter, Darkstalkers, Mortal Kombat e Megaman como cenários oficiais de 3D&T (3ª Edição de Defensores de Tóquio).
Cassaro aproveita a licença para os quadrinhos e novamente faz menção ao namoro do Capitão Ninja com Chun-Li, o autor também faz menção a origem de Guile no RPG da White Wolf, onde ele aprende seu golpe Sonic Boom em um acidente de avião. No ano seguinte, Sergio Peixoto anuncia novas revistas baseadas em games, pela editora carioca Shalon : The King of Fighters (por Érica Awano), Samurai Spirits (por Eduardo Francisco), Megaman X (por Rogério Hanata), porém a editora Shalon foi extinta.

#### Newpop Editora
Em abril de 2012, a Newpop Editora, anunciou a publicação de dois mangás da franquia: Street Fighter Alpha e Street Fighter: Sakura Ganbaru!, ambos escritos e desenhados por Masahiko Nakahira. Em Dezembro de 2013, a editora lança o primeiro título anunciado.

### 2003-presente: Udon Comics
Em setembro de 2003, começou a ser publicada nos Estados Unidos uma nova série Street Fighter. Produzida pelo estúdio UDON Entertainment e publicada pela editora Image Comics, a série abordava tanto os eventos ocorridos no primeiro jogo, como a derrota de Sagat para Ryu quando histórias que antecediam Street Fighter II. Ao longo de seu período de publicação, a UDON manteve-se tão próxima quanto possível do cânon dos jogos, construindo uma narrativa que se estende até os eventos de Street Fighter IV, além de histórias ocorridas no período de Street Fighter III, que se passa depois de IV, e histórias curtas narrando eventos paralelos à história principal.

## 2016: Crossovers
Em 2015, foi anunciado que em quem 2016, os personagens da franquia apareceriam em dois crossovers: Ryu, Ken, Chun-Li e Guile aparecem no crossover Sonic the Hedgehog Megaman Worlds Unite, série publicada pela Archie Comics que une personagens da Sega e da Capcom, também foi anunciado um crossover com personagens de GI JOE, publicado pela IDW Publishing.